# La Marimorena
La Marimorena fue un programa de televisión presentado por Carlos Cuesta, emitido en 13 TV desde el 7 de abril de 2013 hasta 2017. Era un programa centrado en el debate y la actualidad que se emitía semanalmente, concretamente los domingos desde las 21:30 horas. Sus contenidos destacaban por una línea ideológica liberal-conservadora. Desde el 26 de septiembre de 2015 se emitió también los sábados a las 22:30.

## Historia
La Marimorena se estrenó el domingo 7 de abril de 2013 en prime time, con periodicidad semanal y de la mano de Carlos Cuesta. Su emisión fue cancelada por la cadena en septiembre de 2017.

## Formato
Los contenidos de La Marimorena se centraban en la actualidad del país. En el programa tenían cabida entrevistas, reportajes de investigación, reportajes con cámara oculta que ofrece dura realidad, examen a los gestores socialistas del país o análisis psicológico a políticos de izquierdas y otras formaciones progresistas.[cita requerida] Además, los principales protagonistas son los ciudadanos a través de un jurado popular en plató y mediante las redes sociales que muestran comentarios favorables.

## Secciones
- Nuestros amigos los políticos: permite a los espectadores conocer mejor el perfil de alguno de los gestores del país: sus títulos académicos, cargos públicos desempeñados, su presencia en la empresa privada o algunos de sus hitos más notorios. Lorenzo Ramírez es el encargado de analizar estos perfiles.

- Quiénes nos gestionan: Cynthia Díaz sale a la calle para preguntar a empresarios, sindicalistas, ejecutivos... algunas cuestiones que, dada su posición, se deberían conocer.

- Derroche Connection: Carlos Cuesta y su equipo analiza los casos más graves de gasto público sin sentido tratando de obtener explicaciones de los responsables de tales "despropósitos" y da voz a los vecinos para conocer su opinión sobre el impacto social de dicha "inversión".

- ¿Salimos de esta?: un economista repasa los últimos datos de la semana y ofrece su diagnóstico para tratar de responder sobre la evolución real de la crisis.

- ¡Qué pase el psicólogo!: es la sección protagonizada por un profesional de la Psicología que analiza qué se esconde detrás de las manifestaciones de nuestros políticos. Qué nos deja ver su lenguaje corporal, a qué responden sus cambios de imagen, la determinación que esconden sus afirmaciones...

- Usted decide: los espectadores deciden quién es su político favorito y su político menos favorito.

- Usted Opina: Gloria García Sendra traslada las manifestaciones de los espectadores en las redes sociales.

Finalmente, un "Jurado Popular" formado por tres espectadores es el encargado de ofrecer su valoración sobre todos los temas objeto de debate.

## Presentador
- Carlos Cuesta (2013- 2017)

## Redacción
- Lorenzo Ramírez (2013- 2017)
- Cynthia Díaz (2013- 2017)
- Gloria García Sendra (2013- 2017)

## Colaboradores
- Montse Suárez (2013- 2017)
- Jaime González (2013- 2017)
- Carmen Tomás (2013- 2017)
- Hermann Tertsch (2013- 2017)
- Paloma Zorrilla (2013- 2017)
- Isabel San Sebastián (2013- 2017)
- Curri Valenzuela (2013- 2017)
- Alfredo Urdaci (2013- 2017)
- Mikel Buesa (2013- 2017)
- Pío Moa (2013- 2017)

## Audiencias
| Temporada | Temporada | Episodios | Estreno                  | Final               | Audiencia media | Audiencia media | Audiencia media |
| Temporada | Temporada | Episodios | Estreno                  | Final               | Espectadores    | Cuota           |                 |
| --------- | --------- | --------- | ------------------------ | ------------------- | --------------- | --------------- | --------------- |
|           | 1         | 17        | 7 de abril de 2013       | 28 de julio de 2013 | 321 000         | 1,9%            |                 |
|           | 2         | 44        | 8 de septiembre de 2013  | 27 de julio de 2014 | 343 000         | 2,0%            |                 |
|           | 3         | 41        | 14 de septiembre de 2014 | 12 de julio de 2015 | 456 000         | 2,6%            |                 |
|           | 4         |           | 13 de septiembre de 2015 | Julio de 2016       | —               | —               |                 |
| Total     | Total     | -         | 2013                     | —                   | —               | —               |                 |

### Temporada 1: 2013
| 1  | 7 de abril de 2013  | 428 000 (2,3%) |
| 2  | 14 de abril de 2013 | 285 000 (1,6%) |
| 3  | 21 de abril de 2013 | 373 000 (2,1%) |
| 4  | 28 de abril de 2013 | 341 000 (1,8%) |
| 5  | 5 de mayo de 2013   | 332 000 (1,9%) |
| 6  | 12 de mayo de 2013  | 319 000 (1,8%) |
| 7  | 19 de mayo de 2013  | 332 000 (1,9%) |
| 8  | 26 de mayo de 2013  | 313 000 (1,8%) |
| 9  | 2 de junio de 2013  | 298 000 (1,7%) |
| 10 | 9 de junio de 2013  | 337 000 (1,8%) |
| 11 | 16 de junio de 2013 | 308 000 (1,8%) |
| 12 | 23 de junio de 2013 | 285 000 (2,0%) |
| 13 | 30 de junio de 2013 | 264 000 (1,6%) |
| 14 | 7 de julio de 2013  | 342 000 (2,4%) |
| 15 | 14 de julio de 2013 | 328 000 (2,3%) |
| 16 | 21 de julio de 2013 | 274 000 (1,9%) |
| 17 | 28 de julio de 2013 | 301 000 (2,2%) |

### Temporada 2: 2013-2014
| Programas emitidos. (Evolución semanal) | Programas emitidos. (Evolución semanal) | Programas emitidos. (Evolución semanal) | Programas emitidos. (Evolución semanal) | Programas emitidos. (Evolución semanal) | 2 | 15 de septiembre de 2013 | 271 000 (1,7%) |
| 3                                       | 22 de septiembre de 2013                | 261 000 (1,6%)                          |                                         |                                         |   |                          |                |
| 4                                       | 29 de septiembre de 2013                | 314 000 (1,8%)                          |                                         |                                         |   |                          |                |
| 5                                       | 6 de octubre de 2013                    | 314 000 (1,8%)                          |                                         |                                         |   |                          |                |
| 6                                       | 13 de octubre de 2013                   | 358 000 (2,0%)                          |                                         |                                         |   |                          |                |
| 7                                       | 20 de octubre de 2013                   | 353 000 (2,0%)                          |                                         |                                         |   |                          |                |
| 8                                       | 27 de octubre de 2013                   | 337 000 (1,9%)                          |                                         |                                         |   |                          |                |
| 9                                       | 3 de noviembre de 2013                  | 371 000 (2,0%)                          |                                         |                                         |   |                          |                |
| 10                                      | 10 de noviembre de 2013                 | 387 000 (2,1%)                          |                                         |                                         |   |                          |                |
| 11                                      | 17 de noviembre de 2013                 | 380 000 (2,0%)                          |                                         |                                         |   |                          |                |
| 12                                      | 24 de noviembre de 2013                 | 279 000 (1,5%)                          |                                         |                                         |   |                          |                |
| 13                                      | 1 de diciembre de 2013                  | 324 000 (1,8%)                          |                                         |                                         |   |                          |                |
| 14                                      | 8 de diciembre de 2013                  | 292 000 (1,6%)                          |                                         |                                         |   |                          |                |
| 15                                      | 15 de diciembre de 2013                 | 326 000 (1,7%)                          |                                         |                                         |   |                          |                |
| 16                                      | 22 de diciembre de 2013                 | 318 000 (1,8%)                          |                                         |                                         |   |                          |                |
| 17                                      | 29 de diciembre de 2013                 | 371 000 (2,0%)                          |                                         |                                         |   |                          |                |
| 18                                      | 12 de enero de 2014                     | 385 000 (2,0%)                          |                                         |                                         |   |                          |                |
| 19                                      | 19 de enero de 2014                     | 401 000 (2,1%)                          |                                         |                                         |   |                          |                |
| 20                                      | 26 de enero de 2014                     | 394 000 (2,1%)                          |                                         |                                         |   |                          |                |
| 21                                      | 2 de febrero de 2014                    | 359 000 (2,0%)                          |                                         |                                         |   |                          |                |
| 22                                      | 9 de febrero de 2014                    | 350 000 (1,8%)                          |                                         |                                         |   |                          |                |
| 23                                      | 16 de febrero de 2014                   | 336 000 (1,8%)                          |                                         |                                         |   |                          |                |
| 24                                      | 23 de febrero de 2014                   | 367 000 (2,0%)                          |                                         |                                         |   |                          |                |
| 25                                      | 2 de marzo de 2014                      | 325 000 (1,7%)                          |                                         |                                         |   |                          |                |
| 26                                      | 9 de marzo de 2014                      | 338 000 (1,8%)                          |                                         |                                         |   |                          |                |
| 27                                      | 16 de marzo de 2014                     | 373 000 (2,0%)                          |                                         |                                         |   |                          |                |
| 28                                      | 23 de marzo de 2014                     | 327 000 (1,9%)                          |                                         |                                         |   |                          |                |
| 29                                      | 30 de marzo de 2014                     | 477 000 (2,5%)                          |                                         |                                         |   |                          |                |
| 30                                      | 6 de abril de 2014                      | 411 000 (2,3%)                          |                                         |                                         |   |                          |                |
| 31                                      | 13 de abril de 2014                     | 308 000 (1,8%)                          |                                         |                                         |   |                          |                |
| 32                                      | 27 de abril de 2014                     | 377 000 (2,2%)                          |                                         |                                         |   |                          |                |
| 33                                      | 4 de mayo de 2014                       | 341 000 (2,0%)                          |                                         |                                         |   |                          |                |
| 34                                      | 11 de mayo de 2014                      | 364 000 (2,1%)                          |                                         |                                         |   |                          |                |
| 35                                      | 18 de mayo de 2014                      | 341 000 (1,9%)                          |                                         |                                         |   |                          |                |
| 36                                      | 1 de junio de 2014                      | 362 000 (2,0%)                          |                                         |                                         |   |                          |                |
| 37                                      | 8 de junio de 2014                      | 373 000 (2,2%)                          |                                         |                                         |   |                          |                |
| 38                                      | 15 de junio de 2014                     | 378 000 (2,3%)                          |                                         |                                         |   |                          |                |
| 39                                      | 22 de junio de 2014                     | 401 000 (2,5%)                          |                                         |                                         |   |                          |                |
| 40                                      | 29 de junio de 2014                     | 363 000 (2,3%)                          |                                         |                                         |   |                          |                |
| 41                                      | 6 de julio de 2014                      | 316 000 (2,0%)                          |                                         |                                         |   |                          |                |
| 42                                      | 13 de julio de 2014                     | 187 000 (1,2%)                          |                                         |                                         |   |                          |                |
| 43                                      | 20 de julio de 2014                     | 321 000 (2,3%)                          |                                         |                                         |   |                          |                |
| 44                                      | 27 de julio de 2014                     | 309 000 (2,4%)                          |                                         |                                         |   |                          |                |

### Temporada 3: 2014-2015
| 1  | 14 de septiembre de 2014 | 389 000 (2,3%) |
| 2  | 21 de septiembre de 2014 | 447 000 (2,5%) |
| 3  | 28 de septiembre de 2014 | 415 000 (2,2%) |
| 4  | 5 de octubre de 2014     | 477 000 (2,5%) |
| 5  | 12 de octubre de 2014    | 392 000 (2,2%) |
| 6  | 19 de octubre de 2014    | 456 000 (2,4%) |
| 7  | 26 de octubre de 2014    | 304 000 (1,6%) |
| 8  | 2 de noviembre de 2014   | 416 000 (2,1%) |
| 9  | 9 de noviembre de 2014   | 607 000 (3,2%) |
| 10 | 16 de noviembre de 2014  | 421 000 (2,2%) |
| 11 | 23 de noviembre de 2014  | 522 000 (2,7%) |
| 12 | 30 de noviembre de 2014  | 404 000 (2,2%) |
| 13 | 7 de diciembre de 2014   | 492 000 (2,9%) |
| 14 | 14 de diciembre de 2014  | 406 000 (2,1%) |
| 15 | 21 de diciembre de 2014  | 413 000 (2,3%) |
| 16 | 28 de diciembre de 2014  | 490 000 (2,7%) |
| 17 | 11 de enero de 2015      | 469 000 (2,4%) |
| 18 | 18 de enero de 2015      | 456 000 (2,3%) |
| 19 | 25 de enero de 2015      | 543 000 (2,8%) |
| 20 | 1 de febrero de 2015     | 598 000 (3,1%) |
| 21 | 8 de febrero de 2015     | 523 000 (2,7%) |
| 22 | 15 de febrero de 2015    | 493 000 (2,6%) |
| 23 | 22 de febrero de 2015    | 480 000 (2,4%) |
| 24 | 1 de marzo de 2015       | 430 000 (2,2%) |
| 25 | 8 de marzo de 2015       | 469 000 (2,6%) |
| 26 | 15 de marzo de 2015      | 501 000 (2,6%) |
| 27 | 29 de marzo de 2015      | 492 000 (2,8%) |
| 28 | 12 de abril de 2015      | 403 000 (2,2%) |
| 29 | 19 de abril de 2015      | 411 000 (2,3%) |
| 30 | 26 de abril de 2015      | 465 000 (2,4%) |
| 31 | 3 de mayo de 2015        | 532 000 (3,1%) |
| 32 | 10 de mayo de 2015       | 429 000 (2,5%) |
| 33 | 17 de mayo de 2015       | 438 000 (2,6%) |
| 34 | 24 de mayo de 2015       | 240 000 (2,8%) |
| 35 | 31 de mayo de 2015       | 481 000 (2,9%) |
| 36 | 7 de junio de 2015       | 453 000 (2,8%) |
| 37 | 14 de junio de 2015      | 620 000 (3,5%) |
| 38 | 21 de junio de 2015      | 531 000 (3,4%) |
| 39 | 28 de junio de 2015      | 415 000 (2,9%) |
| 40 | 5 de julio de 2015       | 397 000 (2,9%) |
| 41 | 12 de julio de 2015      | 374 000 (2,7%) |

### Temporada 4: 2015-2016
| 1  | 13 de septiembre de 2015 | 360 000 (2,1%) |
| 2  | 20 de septiembre de 2015 | 368 000 (2,3%) |
| 3  | 26 de septiembre de 2015 | 361 000 (2,6%) |
| 4  | 3 de octubre de 2015     | 267 000 (1,8%) |
| 5  | 4 de octubre de 2015     | 408 000 (2,5%) |
| 6  | 10 de octubre de 2015    | 298 000 (2,1%) |
| 7  | 11 de octubre de 2015    | 382 000 (2,5%) |
| 8  | 17 de octubre de 2015    | 335 000 (2,1%) |
| 9  | 18 de octubre de 2015    | 399 000 (2,4%) |
| 10 | 24 de octubre de 2015    | 291 000 (1,9%) |
| 11 | 25 de octubre de 2015    | 405 000 (2,5%) |
| 12 | 31 de octubre de 2015    | 403 000 (2,9%) |
| 13 | 1 de noviembre de 2015   | 542 000 (3,3%) |
| 14 | 7 de noviembre de 2015   | 390 000 (2,6%) |
| 15 | 8 de noviembre de 2015   | 478 000 (2,9%) |
| 16 | 14 de noviembre de 2015  | 471 000 (3,1%) |
| 17 | 15 de noviembre de 2015  | 672 000 (3,9%) |
| 18 | 21 de noviembre de 2015  | 354 000 (2,2%) |
| 19 | 22 de noviembre de 2015  | 555 000 (3,4%) |
| 20 | 28 de noviembre de 2015  | 367 000 (2,4%) |
| 21 | 29 de noviembre de 2015  | 507 000 (2,8%) |
| 22 | 5 de diciembre de 2015   | 395 000 (2,7%) |
| 23 | 6 de diciembre de 2015   | 458 000 (2,8%) |
| 24 | 12 de diciembre de 2015  | 326 000 (2,0%) |
| 25 | 13 de diciembre de 2015  | 462 000 (2,6%) |
| 26 | 19 de diciembre de 2015  | 418 000 (2,7%) |
| 27 | 27 de diciembre de 2015  | 751 000 (4,4%) |
| 28 | 3 de enero de 2016       | 644 000 (3,6%) |
| 29 | 9 de enero de 2016       | 467 000 (2,8%) |
| 30 | 10 de enero de 2016      | 614 000 (3,5%) |
| 31 | 16 de enero de 2016      | 520 000 (3,2%) |
| 32 | 17 de enero de 2016      | 606 000 (3,5%) |
| 33 | 23 de enero de 2016      | 540 000 (4,1%) |
| 34 | 24 de enero de 2016      | 800 000 (4,7%) |
| 35 | 30 de enero de 2016      | 668 000 (4,2%) |
| 36 | 31 de enero de 2016      | 721 000 (4,3%) |
| 37 | 6 de febrero de 2016     | 611 000 (3,8%) |
| 38 | 7 de febrero de 2016     | 695 000 (4,0%) |
| 39 | 13 de febrero de 2016    | 576 000 (3,3%) |
| 40 | 14 de febrero de 2016    | 581 000 (3,4%) |
| 41 | 20 de febrero de 2016    | 510 000 (3,2%) |
| 42 | 21 de febrero de 2016    | 662 000 (3,9%) |
| 43 | 27 de febrero de 2016    | 560 000 (3,3%) |
| 44 | 28 de febrero de 2016    | 565 000 (3,3%) |